# Israel Citkowitz
Israel Citkowitz, né le 6 février 1909 à Skierniewice et mort le 4 mai 1974 à Londres, est un compositeur américain d'origine polonaise.

## Biographie
Si Israel Citkowitz naît en Pologne, sa famille déménage rapidement aux États-Unis, où il étudie la musique avec Aaron Copland et Roger Sessions à New York, puis avec Nadia Boulanger à Paris. En 1939, il devient professeur à la Dalcroze School of Music de New York. Il s'installe à Londres en 1969.

## Œuvres
Il compose principalement pour le violon. Ses mélodies et ses pièces pour chœur ont une grande puissance expressive.